# Raya

Les rayes turques a la zona dels principats romanesos (segles XVII-XVIII)

Raya o Raia és un terme usat en historiografia romanesa per a referir-se als antics territoris dels principats medievals de Valàquia i Moldàvia que eren sota l'administració directa de l'Imperi Otomà, en contraposició als principats que mantenien la seva autonomia interna sota la suzerania. El terme prové de rayah, un nom genèric per als subjectes no musulmans de l'Imperi Otomà. Tot i que estava poblada principalment per població cristiana, una raya era governada segons la llei otomana.